# Ріо-де-Жанейро-Мару
Ріо-де-Жанейро-Мару (Rio de Janeiro Maru) — судно, яке під час Другої світової війни взяло участь в операціях японських збройних сил у Південно-Східній Азії, проти Мідвею, на Новій Гвінеї та Каролінських островах.

## Передвоєнна історія
Ріо-де-Жанейро-Мару спорудили як океанський лайнер в 1930 році на верфі Mitsubishi Zosen у Нагасакі на замовлення компанії Osaka Shosen.
Судно, яке могло приймати 1140 пасажирів, поставили на лінію до Південної Америки й до початку 1939 року основними його пасажирами були японські емігранти до Бразилії.
4 вересня 1939-го у південній частині Охотського моря Ріо-де-Жанейро-Мару зіткнулось із судном Кагу-Мару та дістало пошкодження. Кагу-Мару довелось узяти його на буксир, а потім цей обов'язок перебрав на себе рятувальний буксир Сейха-Мару, який і довів Ріо-де-Жанейро-Мару до корабельні Mitsubishi Jukogyo у Кобе, де воно пройшло ремонт.
8 жовтня 1940-го Ріо-де-Жанейро-Мару реквізували для потреб Імперського флоту Японії та спершу призначили для використання як військовий транспорт. З 19 жовтня по 30 листопада воно пройшло певну модернізацію на верфі ВМФ у Куре, під час якої, зокрема, отримало дві спарені установки 25-мм зенітних автоматів.
У березні 1941-го ухвалили рішення про переобладнання Ріо-де-Жанейро-Мару на плавучу базу підводних човнів. До 7 травня судно пройшло ще одну модернізацію, під час якої його додатково озброїли чотирма 150-мм гарматами. Після цього Ріо-де-Жанейро-Мару стало виконувати функцію плавбази 5-ї ескадри підводних човнів.

## Операції у Південно-Східній Азії
24 листопада 1941-го Ріо-де-Жанейро-Мару вирушило з Сасебо на Палау (важливий транспортний хаб та база на заході Каролінських островів), проте ще на шляху туди всю ескадру перенаправили до порту Самах на острові Хайнань, призначивши для підтримки вторгнення до Малаї. 8 грудня у день початку бойових дій (атака на Перл-Гарбор сталась по інший бік лінії зміни дат) Ріо-де-Жанейро-Мару прибуло до в'єтнамської бухти Камрань, куди за пару тижнів почали повертатись з першого походу підводні човни ескадри.
Наприкінці грудня — на початку січня 1942-го всі субмарини вирушили у другий похід, а Ріо-де-Жанейро-Мару 8 січня вийшло з Камрані та 10 січня доставило до Сінгори на східному узбережжі півострова Малакка 11-й базовий загін підводних сил. При цьому частина підводних човнів ескадри мала завдання обійти острова Ява та Суматра з півдня і завершити похід у Пенанзі на західному узбережжі півострова Малакка, де вирішили створити постійну базу для дій в Індійському океані. Саме Ріо-де-Жанейро-Мару із Сінгори рушило через Кота-Бару (також східне узбережжя Малакки) до Брунею (острів Борнео).
У середині лютого 1942-го японські сили заволоділи Сінгапуром та розпочали операцію на острові Суматра, що у підсумку надало контроль над Малаккською протокою. 7 березня Ріо-де-Жанейро-Мару прибула у Пенанг. Втім, невдовзі усю 5-ту ескадру відкликали до Японії й 22 березня — 2 квітня Ріо-де-Жанейро-Мару пройшло до Сасебо.

## Операція проти Мідвею
У травні 1945-го 5-ту ескадру залучили для операції проти атола Мідвей, в межах підготовки до якої вона вирушила на Маршаллові острова до атола Кваджелейн (в перші місяці війни останній часто використовувався підводними силами японського флоту). 14—24 травня Ріо-де-Жанейро-Мару здійснила перехід з Сасебо на Кваджелейн, а 2 липня повернулась до Сасебо.

## Служба у Південно-Східній Азії
10 липня 1942-го 5-ту ескадру розформували, а Ріо-де-Жанейро-Мару передали Флоту південно-західної зони (сформований після початку війни для контролю захоплених японцями територій у Південно-Східній Азії), куди перевели флагманський човен та 30-ту дивізію підводних човнів зі складу колишньої 5-ї ескадри. 21 липня корабель вирушив з Сасебо, а 27 числа дещо менш ніж за дві сотні кілометрів на схід від Камрані його торпедував американський підводний човен USS Spearfish. Ріо-де-Жанейро-Мару отримала певні пошкодження, проте 3 серпня зміг прибути у бухту Камрань. Тут плавбаза поповнила запаси кораблів 30-ї дивізії, після чого 27 серпня у супроводі ремонтного судна Ямабіко-Мару попрямувала для відновлення до Сінгапура.
Протягом наступного року Ріо-де-Жанейро-Мару продовжувала службу у Флоті південно-західної зони, при цьому вона могла залучатись до виконання транспортних функцій. Так, наприкінці січня 1943-го корабель доправив будівельні матеріали для аеродрому до Кокас на острові Ява, а у травні перевозив з Яви на Амбон дві сотні військовополонених.
Чим далі, тим більше Ріо-де-Жанейро-Мару займалось перевезеннями. У липні 1943-го корабель здійснив рейс на Нову Гвінею. Вихідним пунктом при цьому був Балкіпапан — центр нафтової промисловості на сході Борнео. 16 липня корабель вийшов звідси, 23 числа був у Соронзі (північно-західне завершення півострова Чендравасіх), звідки наступної доби рушив у зворотній перехід та 27 липня був у Балікпапані.
Упродовж серпня — жовтня 1943-го Ріо-де-Жанейро-Мару відвідало (деякі не по одному разу) Сурабаю (східна Ява), острів Амбон, Таракан (ще один центр нафтовидобувної промисловості на сході Борнео), Давао (філіппінський острів Мінданао), Манілу (під час перебування в останній в середині вересня судно було офіційно перекласифіковане на військовий транспорт), Балікпапан, Макассар (південно-східний півострів острова Целебес), Батавію (наразі Джакарта), Сінгапур, Кап-Сен-Жак (наразі Вунгтау у В'єтнамі).

## Завершальний етап служби
10 листопада 1943-го Ріо-де-Жанейро-Мару прибуло до Такао (наразі Гаосюн на Тайвані), звідки 14—18 листопада здійснило перехід у Сасебо. Упродовж наступних кількох тижнів воно відвідало порти Куре та Осака, а з 14 грудня 1943 по 13 січня 1944 проходило ремонт на верфі в Айой.
У другій половині січня 1944 Ріо-де-Жанейро-Мару побувало в Куре, Кобе та Йокосуці та прийняло на борт різноманітні боєприпаси, гармати для берегової оборони й продовольство. 3—11 лютого судно здійснило перехід з Йокосуки на атол Трук у центральній частині Каролінських островів (тут ще до війни створили потужну базу японського ВМФ, з якої до лютого 1944-го провадились операції в цілому ряді архіпелагів).
17 лютого 1944-го по Труку ударило американське авіаносне угруповання (операція «Хейлстоун»), яке в підсумку змогло знищити кілька бойових кораблів та близько трьох десятків інших суден. «Ріо-де-Жанейро-Мару» було уражене кількома 454-кг бомбами, які скинули літаки з авіаносців USS Yorktown та USS Bunker Hill. Судно дістало важкі пошкодження та невдовзі після опівночі затонуло. В цьому бою загинуло 2 члени екіпажу.
Рештки «Ріо-де-Жанейро-Мару» лежать на глибині від 12 до 44 метрів.